# Wahram Pahlawuni
Wahram Pahlawuni (altarmenisch Վահրամ Պահլաւունի; * 965; † 1046) war ein armenischer Kommandant, der den armenischen Bagratiden diente. Er war zudem Oberhaupt des Adelsgeschlechtes der Pahlawuni, die gegen Ende der Herrschaftszeit der Bagratiden über das Königreich Armenien den erblichen Titel Sparapet innehielten.

## Biografie
Wahram Pahlawuni war der Sohn von Gregor Pahlawuni (auch Gregor Hamze genannt) und dessen Gemahlin Shushan. Er begleitete mehrere hochrangige Ämter am Hof der Bagratiden und trug unter anderem zwischen den 980er und 1020er Jahren den Titel išxanac῾ išxan (Prinz der Prinzen), bevor ihm später der erbliche Titel Sparapet (Ober-Kommandant) verliehen wurde. 998 führte er das armenisch-georgische Heer in der Schlacht von Tsumb gegen die Armeen der Sadschiden an.
1041 bereitete Wahram Pahlawuni nach dem Tode von Johannes-Sembat III. die Krönung von dessen lediglich 14 Jahre alten Neffen Gagik II. zum König von Armenien vor.
Der byzantinische Kaiser Michael V. war jedoch entschlossen, die Krönung zu verhindern, die Kontrolle über Armeniens Hauptstadt Ani an sich zu reißen und die Stadt, zusammen mit umliegenden Territorien, ins Kaiserreich einzugliedern. Deshalb begann er, Vestes Sargis, einen rebellischen und pro-byzantinischen armenischen Adligen, der Johannes-Sembat III. zuvor als Minister gedient hatte, zu unterstützen, woraufhin dieser die Kontrolle über Ani übernahm und an Byzanz übergeben wollte. Die Prinzen und Adligen, die den Bagratiden treu blieben, scharten sich um Wahram Pahlawuni und bildeten so eine Streitmacht, die drei Angriffe der Byzantiner auf das Königreich von Ani zurückschlagen und die kaiserlichen Truppen zum Rückzug zwingen konnte.
Byzanz entsandte daraufhin eine große Streitmacht in den Süden Armeniens und bewegte gleichzeitig den König von Taschir-Dsoraget dazu, Armenien vom Osten her anzugreifen. In der darauffolgenden Schlacht vor den Stadtmauern von Ani 1042 triumphierte das armenische Heer unter der Führung von Wahram Pahlawuni über die byzantinischen Invasoren. Dieser Sieg erlaubte es Wahram und Katholikos Petros I. Getadards, Gagik II. zum König Armeniens zu krönen und die Kontrolle über Ani zurückzuerlangen. Vestes Sargis floh nach dem Fall Anis zunächst in eine nahegelegene Festung, konnte jedoch kurz darauf gefangen genommen werden. Nach ihrem Sieg über die byzantinischen Streitkräfte wandten sich Wahram Pahlawuni und der jüngst gekrönte König dem Osten zu, besiegten eine einfallende Armee der Seldschuken und konnten so die Souveränität des Königreiches kurzzeitig behaupten. Eine Täuschung seitens Byzanz, die in der Gefangennahme Gagiks resultierte und Armenien so führerlos ließ, führte jedoch 1045 dazu, dass Ani trotz aller Mühen an das Byzantinische Kaiserreich fiel. Mit der Unterwerfung des Königreiches von Ani blieben die Königreiche von Kars, Siunik und Taschir-Dsoraget, ehemalige Vasallen der Bagratiden, als letzte unabhängige armenische Staaten zurück.
Wahram starb im Herbst des Jahres 1046.

## Vermächtnis
Wahrams militärisches Talent und seine Beiträge zum Erhalt eines unabhängigen armenischen Staates werden sowohl in der armenischen Literatur als auch in modernen armenischen Liedern geehrt. Er ließ zudem das Kloster Marmaschen errichten, in welchem er vermutlich auch beigelegt wurde.